# Ruokonen (sjö i Toivakka, Mellersta Finland)
Ruokonen är en sjö i kommunen Toivakka i landskapet Mellersta Finland i Finland. Sjön ligger 122 meter över havet. Den är 9,6 meter djup. Arean är 67 hektar och strandlinjen är 5,71 kilometer lång. Sjön  ingår i Kymmene älvs huvudavrinningsområde.   Den ligger omkring 23 kilometer öster om Jyväskylä och omkring 230 kilometer norr om Helsingfors. 
I sjön finns ön Isosaari. 